# Cratere Koidula
Koidula  è un cratere sulla superficie di Venere. Deve il suo nome alla poetessa estone Lydia Koidula.